# Son of Dork
Son of Dork fue una banda de música británica formada en 2005.
Sus componentes fueron:
- James Bourne (1.ª voz solista y guitarra rítmica/ coros)
- Steve Rushton (bajo y 2.ª voz solista/ coros)
- Chris Leonard (guitarra solista y algunos coros)
- Danny Hall (batería)
- Dave Williams (Guitarra rítmica) (fue expulsado en el 2007)

## Origen
Tras la separación de Busted, Charlie, exmiembro de Busted, se centró de lleno en su otra banda, Fightstar; Matt Willis comenzó su carrera como solista y James Bourne quiso formar un nuevo grupo llamado Son of Dork.
Reclutó al guitarrista Chris Leonard, que ya tenía experiencia en la música y había tocado con Busted como músico adicional. Junto con la discográfica de Busted: Island Records/Universal hicieron un casting en Londres (Inglaterra) para elegir a los que iban a ser demás compañeros del grupo.
De esto salió una segunda voz y bajista: Ben Jackson, que era componente del grupo underground Dudefish, pero que fue rechazado al tener la voz muy parecida a James. Su sustituto fue Steve. Del casting también salieron un batería, Danny, y otro guitarrista rítmico, Dave.
James, el líder del grupo, decidió llamar a la banda Son of dork, a raíz de una película. Traducido quiere decir "Hijo de pardillo" o "Hijo del estúpido".
Hace poco se mencionó en su página oficial que Dave había sido expulsado del grupo por haber robado la página oficial en My Space de S.O.D. y haberla convertirla en su propia página y la de la nueva banda que quería hacer, actuando egoístamente.

## Sonido
Se presentaron con el sencillo Ticket Outta Loserville, que alcanzó número 3 en ventas (por detrás de Madonna #1 y Westlife #2) y más tarde editaron su primer LP, Welcome To Loserville. El segundo sencillo, Eddie's song se lanzó en enero de 2006, alcanzando el número 10.
Fueron presentados como la continuación del sonido Busted (en el hipotético tercer CD), pero con una base instrumental más importante, y con un batería en el grupo y no como un grupo vocal donde todos los miembros eran solistas/coristas como Busted.
El disco debut está entre el pop rock actual y el punk-pop, heredando parte de las melodías de Busted debido a que era James el principal compositor.

## Separación
Son of dork se separó a principios de año 2008 ya que los miembros de la banda han querido seguir su camino en solitario. 

## Discografía
- Welcome To Loserville - 21 de noviembre de 2005 en UK, 22 de febrero de 2006 en Japón.

## Singles
- Ticket outta Loserville [7 de noviembre de 2005]
- Eddie's song [16 de enero de 2006]